# Harvey Nash
Harvey Nash ist ein englisches börsennotiertes Unternehmen mit Hauptsitz in London, Vereinigtes Königreich, das sich auf die Rekrutierung und Auswahl von Fach- und Führungskräften konzentriert. Das Unternehmen verfügt über zahlreiche Niederlassungen in über 18 Ländern in Nordamerika, Europa und Asien. In Deutschland ist Harvey Nash und die 100-%-Tochter Nash Direct GmbH an den Standorten Düsseldorf, Stuttgart, München, Hamburg und Frankfurt am Main vertreten.
Harvey Nash vermittelt IT-Profis, Digitalexperten und Engineers an Top-Unternehmen. In Festanstellung, auf Projektbasis (Freelancer) und in Arbeitnehmerüberlassung. Bis 2018 war der Personaldienstleister an der London Stock Exchange gelistet und ist heute im Privatbesitz. CEO der auf den Technologie-Markt spezialisierten Personalberatung ist seit 2020 Bev White.

## Akquisitionen
- 2014: Beaumont KK[3]
- 2020: Latitude[4]